# Sigismund Leczinsky
Sigismund Septimus Leczinsky, född 1829 i Västerhejde socken på Gotland, död 25 oktober 1905 i Stockholm, var en svensk konstnär, kartograf och lantmätare.
Han var son till kronobefallningsmannen Bernhard Ulrik Leczinsky och Maria Elizabeth Sturtzenbecker samt bror till Stanislaus Leczinsky. Efter lantmätarexamen 1851 blev Leczinsky tillförordnad ingenjör vid lantmäterikontoret 1855 och vice stadsingenjör i Stockholm 1859. Han verkade som kommissionslantmätare i Stockholms län 1866–1893 och från 1867 även som kartograf. Som konstnär studerade han konst för Thomas Couture i Paris och han medverkade i Konstakademiens utställningar. För Högsby kyrka utförde han folklivsbilden Julottefärden till Högsby kyrka och han utgav 1866 en Karta öfver Djurgården. Hans konst består av porträtt och landskapsbilder från Mönsterås och Oskarshamnstrakten. Sigismund Leczinsky är begravd på Norra begravningsplatsen utanför Stockholm.       